# 岡部俊哉
岡部 俊哉（おかべ としや、1959年〈昭和34年〉2月5日 - ）は、日本の陸上自衛官。第35代陸上幕僚長。

## 概要
福岡県出身。防衛大学校第25期。同期に杵渕正巳駐東ティモール特命全権大使、菊地豊伊豆市長など。1等陸佐までの職種は普通科。空挺及び幹部レンジャー課程修了。日本航空123便墜落事故における災害派遣活動において第1陣部隊の小隊長の1人として出動したことで知られる。その後第1空挺団長、第6師団長、北部方面総監等の要職を経て、2016年（平成28年）7月1日付で第35代陸上幕僚長に就任。岩田清文陸幕長時代から続く多くの自衛隊不祥事に揺れる陸上自衛隊の立て直しを図ろうとしたが、2017年（平成29年）3月に南スーダンPKOにおける自衛隊の日報破棄をめぐる問題が発生し、6月から自身を含めた特別防衛監察を受察。監察結果に日報の存在を非公表とした方針の決定に関与していたことから管理監督責任（文書管理義務違反）を問われ減給1カ月の懲戒処分を受け、就任からわずか1年で退官した。

## 略歴
- 1981年（昭和56年）3月：防衛大学校卒業（第25期）、陸上自衛隊に入隊
- 1982年（昭和57年）3月：第2師団第9普通科連隊
- 1984年（昭和59年）8月：第1空挺団空挺普通科群
- 1987年（昭和62年）9月：空挺教育隊
- 1989年（平成元年）8月：幹部候補生学校
- 1991年（平成03年）8月：幹部学校（指揮幕僚課程）
- 1993年（平成05年）8月：第40普通科連隊中隊長
- 1995年（平成07年）3月：陸上幕僚監部教育訓練部
- 1998年（平成10年）3月：陸上幕僚監部防衛部
- 2000年（平成12年）1月：1等陸佐に昇任
- 2001年（平成13年）8月1日：陸上幕僚監部人事部補任課人事第1班長
- 2003年（平成15年）8月1日：第28普通科連隊長兼函館駐屯地司令
- 2005年（平成17年）3月28日：陸上幕僚監部防衛部運用課長
- 2006年（平成18年）
  - 3月27日：陸上幕僚監部運用支援・情報部運用支援課長
  - 8月4日：陸将補昇任、第1空挺団長兼習志野駐屯地司令
- 2008年（平成20年）8月1日：西部方面総監部幕僚副長
- 2010年（平成22年）7月26日：陸上幕僚監部教育訓練部長
- 2012年（平成24年）7月26日：陸将昇任、第6師団長
- 2013年（平成25年）8月27日：防衛大学校幹事
- 2014年（平成26年）8月5日：統合幕僚副長
- 2015年（平成27年）3月30日：第35代北部方面総監
- 2016年（平成28年）7月1日：第35代陸上幕僚長
- 2017年（平成29年）8月8日：退官
- 2018年（平成30年）：国家安全保障局顧問
- 2022年（令和4年）6月：日本国防協会理事長